# The Famous Grouse
The Famous Grouse (в переводе с англ. — «Знаменитый рябчик») — марка шотландского купажированного виски (скотча), который производят на винокурне Глентуррет (англ. Glenturret), одна из самых известных марок виски. C 1896 года производилась компанией Mathew Gloag & Son Ltd, с 1970 года компанией The Edrington Group.

## История

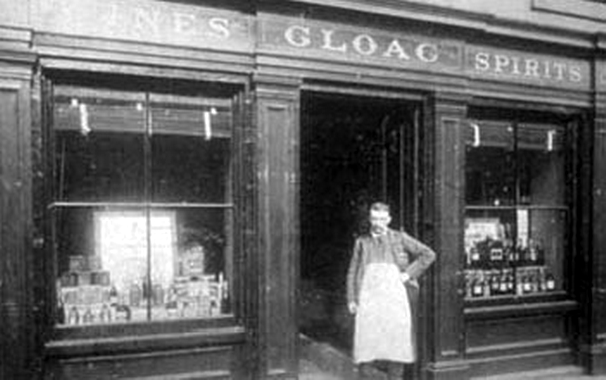
Лавка Глоэгов в Перте

В 1800 году Мэтью Глоэг (Mathew Gloag), который был лавочником и виноторговцем в городе Перт (Шотландия), основал компанию Matthew Gloag & Son Ltd. Глоэг закупал виски и вино у производителей по всей Шотландии.
В 1842 году, когда королева Виктория посетила Перт, компании Matthew Gloag & Son Ltd было предложено поставлять вина для королевского банкета.
В 1860 году Вильям Глоэг, сын Мэтью, начал производить купажный виски.
В 1896 году Мэтью Глоэг, племянник основателя компании, создал бренд The Grouse (куропатка — в честь излюбленной шотландской дичи), а его дочь Филиппа собственноручно нарисовала этикетку с красной куропаткой. 
К 1905 году виски стал популярным у шотландцев и упоминался как знаменитая куропатка, и к оригинальному названию было добавлено слово «Famous». Так в 1905 году был зарегистрирован бренд The Famous Grouse.
В 1907 году компания переехала в более просторные помещения в Bordeaux House в Перте. К 1935 году на предприятии были построены таможенный склад и разливочный завод. 
В 1970 году шотландская компания Highland Distillers купила компанию Matthew Gloag & Son Ltd. На момент сделки продажи купажированного виски The Famous Grouse составляли около 90 тыс. единиц, а к 1979 году выросли до 1 млн.
В 1984 году The Famous Grouse был удостоен «Королевского ордена Её Величества Королевы Соединенного Королевства Великобритании и Северной Ирландии».
В ноябре 1999 года The Famous Grouse приобрела компания Edrington Group. Сумма сделки составила £601 млн.
В 2002 году на территории глентурретской вискикурни компании в Криффе открылся музей «The Famous Grouse Experience». Музей выиграл интерактивную премию BAFTA, за представленные на заводе интерактивные дисплеи. В том же году музей был признан лучшим музеем-дистиллерией для туристов.
В 2006 году компания экспортировала за рубеж 3 млн ящиков The Famous Grouse. В том же году был выпущен виски Black Grouse.
В 2011 году был представлен виски премиум-класса Naked Grouse.
В 2015 году компания провела ребрендинг дизайна бутылок Famous Grouse и Black Grouse, и выпустила виски The Famous Grouse Mellow Gold. The Black Grouse был переименован в The Famous Grouse Smoky Black.
В 2017 году продажи The Famous Grouse составили около 3 млн ящиков виски в год, а общая выручка с продаж в 2018 году превысила £ 216 млн.

## Энергетическая ценность

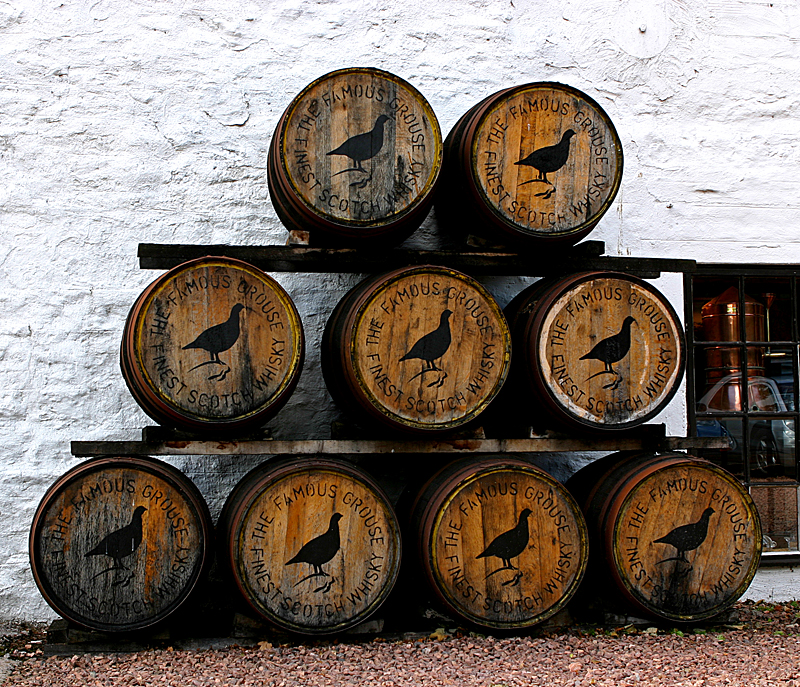
Бочки виски Famous Grouse

Виски The Famous Grouse содержит 225 килокалорий на 100 мл и минимальное количество углеводов. Как и в любой шотландский виски, в The Famous Grouse не добавляется сахар. Бутылка виски объёмом 1 литр содержит около 2 200 килокалорий.

## Продукция
- The Famous Grouse Finest — купажированный виски светло-золотистого цвета, крепостью 40 %. Выдерживается в испанских и американских бочках из-под хереса, а также в американских бочках из-под бурбона. Компания использует традиционный способ «женитьбы» виски, что позволяет использовать метод теплой фильтрации при 6 °C.
- The Famous Grouse Smoky Black — купажированный виски темного, красновато-золотого цвета, крепостью 40 %. Выдерживается в дубовых бочках из-под хереса, а также в бочках из-под бурбона. Содержит спирты односолодового торфяного виски с вискикурни Глентуррет, имеет дымный и торфяной вкус и аромат[источник не указан 918 дней].